# 卡尔施泰因城堡

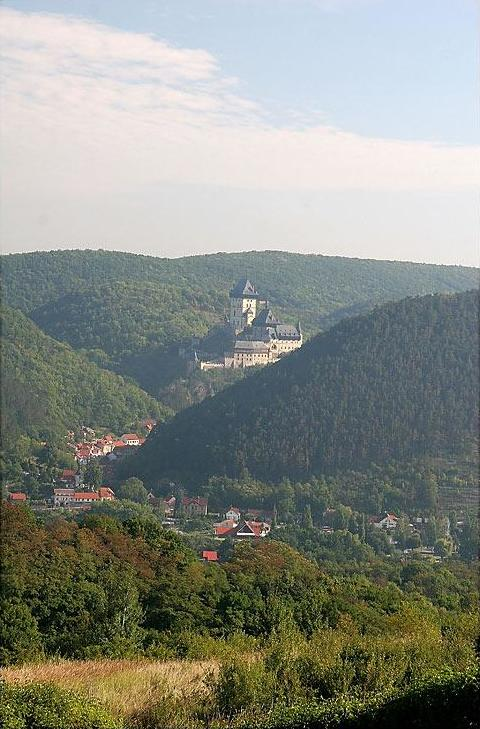
城堡和村庄

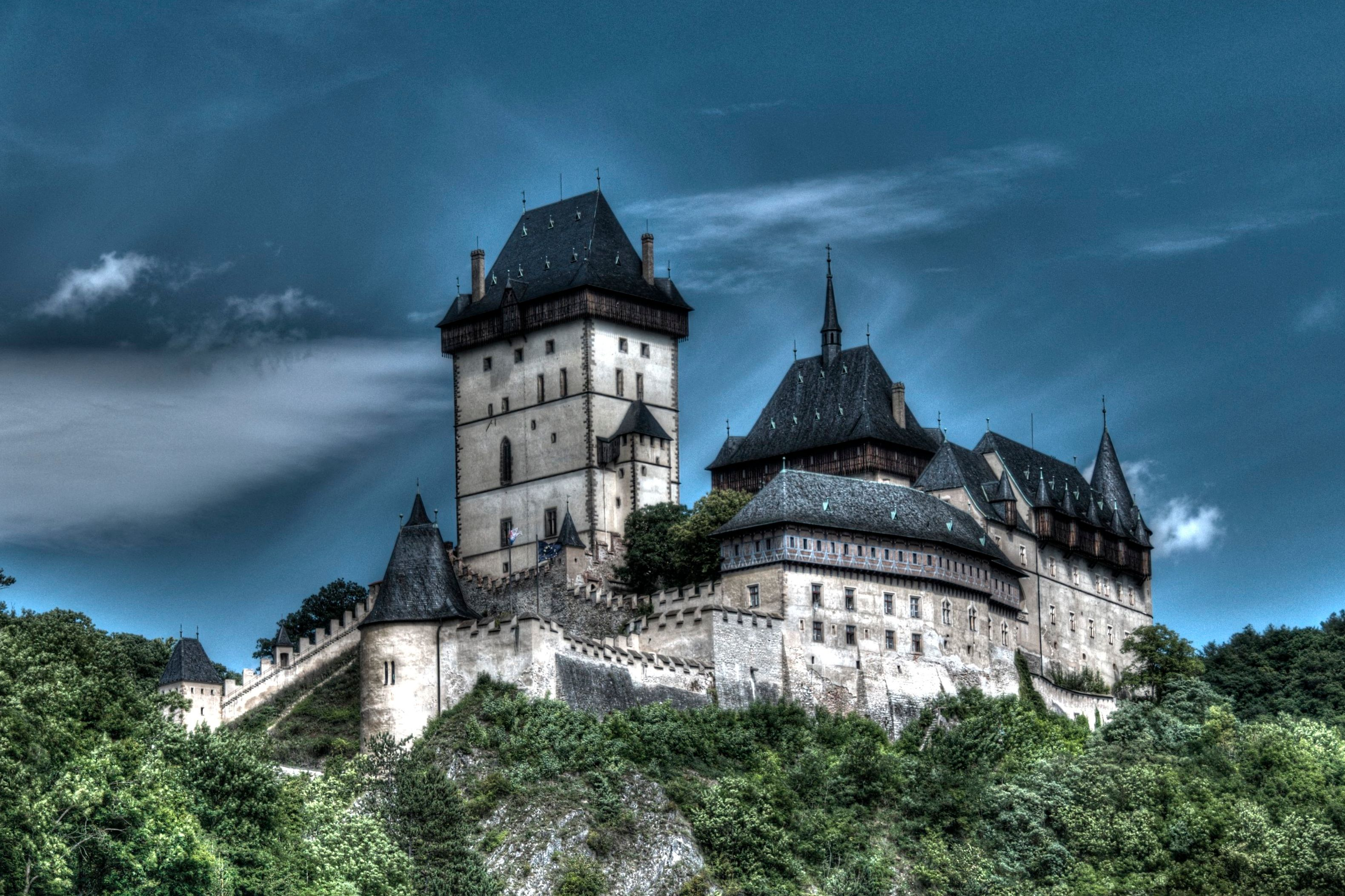
卡爾斯坦城堡

卡尔施泰因城堡（意为卡尔石头城堡）是捷克的一座哥特式城堡，由神圣罗马帝国皇帝和波西米亚国王查理四世创建于 1348年。这座城堡是保管王权标记以及波西米亚加冕王冠，神圣的圣物和其他皇家财宝的地方。卡尔什特因城堡位于布拉格西南方30公里的城鎮卡爾斯坦上方，是捷克共和国最著名、游客最多的城堡之一。

## 历史
这座城堡建立于1348年。建筑师是阿拉斯的马提亚斯，但是他1352年就已去世，神圣罗马帝国皇帝查理四世亲自监督建造工程和室内装饰。较少为人所知的是查理四世雇佣了普法尔茨工人完成剩下的工程。工程完成于20年后，位于大塔楼内的财宝的心脏 – 圣十字礼拜堂–祝圣于1365年。
胡斯战争爆发后，1421年，王权标记撤离，经过匈牙利运到纽伦堡。1422年，围攻城堡期间，胡斯派使用生物战手段攻击，Sigismund Korybut用投石机将死尸（但不是黑死病感染者）和2000担粪便投进城墙，显然是设法将传染病带给守城者。后来，波西米亚加冕王冠移到此处，收藏了大约2个世纪，只有少数中断。 
这座城堡经历了数次重建：1480年改为后期哥特式，16世纪末改为文艺复兴式。1619年，三十年战争期间，加冕王冠和档案被带到布拉格，1620年这座城堡交给斐迪南二世。1648年被瑞典人征服后荒废。最后，在1887年到1889年，Josef Mocker重建了一座新哥特式建筑，即今日所见的模样。
附近的村庄建立于建造城堡期间，与城堡同名，直到胡斯战争期间改名 Buda ，18世纪更名 Budňany ，与 Poučník 合并，称为卡尔施泰因。附近还有一个同名的高尔夫俱乐部。